# Honne
Honne (stylisé HONNE) est un groupe britannique de musique électronique, originaire de Bow, Londres, Angleterre. Il est composé de James Hatcher (production) et Andy Clutterbuck (chant, production). Le premier album studio de Honne, Warm on a Cold Night, sort le 22 juillet 2016. Leur deuxième album, Love Me/Love Me Not, suit le 28 août 2018. Le duo publie ensuite sa première mixtape, No Song Without You, le 3 juillet 2020. À travers ces albums, le groupe est certifié disques d'or, platine et multi-platine dans de multiples pays à travers le monde. Leur troisième album, Let's Just Say the World Ended a Week from Now, What Would You Do ?, sort le 22 octobre 2021.

## Histoire
Clutterbuck et Hatcher se rencontrent alors qu'ils sont à l'université et commencent à faire de la musique ensemble sous le nom de Honne - un mot japonais (本音) signifiant « sentiments véritables » - fin 2014. Le style musical de Honne est décrit comme de la « soul futuriste destinée à réinventer la musique babymaking » par The Telegraph. Le groupe sort son premier single Warm on a Cold Night en septembre 2014 via Super Recordings. Ils suivent avec leur deuxième EP All in the Value en novembre 2014, et font leurs débuts sur scène au Sebright Arms le même jour.
Honne commence l'année 2015 avec un concert à guichets fermés à Electrowerkz à Londres en février avant d'annoncer la sortie de leur EP Coastal Love sur leur propre label Tatemae Recordings, sous lequel ils sortent toutes leurs œuvres depuis. Après la sortie de Coastal Love le 1er mai, le groupe donne un concert en tête d'affiche à guichets fermés au Laundry à Londres le 13 mai et se produit sur la scène BBC Introducing au Big Weekend 2015 de BBC Radio 1 à Norwich.
Le 22 juillet 2016, Honne sort son premier album studio, Warm on a Cold Night. La pochette de l'album présente une image prise le soir d'un de leurs concerts londoniens. De la fin de l'année 2016 à la mi-2017, le groupe effectue une grande tournée, se produisant dans divers festivals en Asie, en Europe et en Amérique du Nord, notamment Coachella, Lollapalooza, Osheaga, Wanderland, WayHome Festival, et Summerwell. Le 7 avril 2017, Honne sort une nouvelle reprise de Warm on a Cold Night en featuring avec le rappeur américain Aminé. Honne sort un single intitulé Just Dance le 7 juillet 2017.
Le 3 juillet 2020, pendant la pandémie de Covid-19, Honne sort la mixtape No Song Without You. Honne sort son troisième album studio, Let's Just Say the World Ended a Week from Now, What Would You Do ? le 22 octobre 2021. Le quatrième album studio de Honne sort le 6 septembre 2024. Le single de prépublication Backseat Driver sort le 12 juillet.

## Discographie

### Albums studio
- 2016 : Warm on a Cold Night
- 2018 : Love Me / Love Me Not
- 2020 : No Song Without You

### EP
- 2014 : Warm on a Cold Night[14]
- 2014 : All in the Value[15]
- 2015 : Coastal Love
- 2015 : Over Lover
- 2016 : Gone Are the Days